# Andreas Kämmer
Andreas Kämmer (* 6. August 1984 in Greifswald) ist ein deutscher Badmintonspieler. Er ist der Sohn des früheren DDR-Nationalspielers Uwe Kämmer und der Cousin der Fußballprofis Toni Kroos und Felix Kroos. Sein älterer Bruder Michael ist ebenfalls Badmintonspieler.
Heute lebt und spielt er in Berlin, sein aktueller Verein ist der BC Eintracht Südring Berlin, mit dem er in der Saison 2007/08 den Wiederaufstieg aus der Regionalliga Nord in der 2. Bundesliga erreichen konnte. Nach nur einer Saison stand jedoch der erneute Wiederabstieg fest. Bei den Norddeutschen Meisterschaften 2010 im brandenburgischen Luckau konnte er mit dem Sieg im Herreneinzel und im Herrendoppel nach längerer Zeit wieder an die Erfolge der Jugendzeit anknüpfen. Zudem konnte er mit seiner Mannschaft den direkten Wiederaufstieg in die 2. Bundesliga feiern. In der Spielzeit 2012/13 konnte er mit Südring frühzeitig den Klassenerhalt in der 2. Bundesliga Nord sichern.
Zur Saison 2021/22 kehrte er zum Abschluss seiner sportlichen Laufbahn zu seinem Heimatverein Greifswalder SV 98 zurück.

## Vereine
- BSV Greifswald (1991–1998)
- Greifswalder SV 98 (1998–2002)
- EBT Berlin (2002–2003)
- BC Eintracht Südring Berlin (2003–2019)
- BG Neukölln (2019–2021)
- Greifswalder SV 98 (seit 2021)

## Größte Erfolge
1999:
- Deutscher Meister der U15 im Herrendoppel (mit Fabian Zilm)
- Deutscher Vizemeister der U15 im Einzel und Mixed (mit Lea Ulrich)

2000:
- Deutscher Vizemeister der U17 im Herrendoppel (mit Fabian Zilm)

2001:
- Deutscher Meister der U17 im Herrendoppel (mit Fabian Zilm)
- Deutscher Vizemeister der U17 im Mixed (mit Thérèse Nawrath)
- 3. Platz Deutsche Mannschaftsmeisterschaft U19 mit Greifswalder SV 98

2002:
- 3. Platz Deutsche Meisterschaft der U19 im Herrendoppel (mit Fabian Zilm)
- Teilnahme an Jugendweltmeisterschaft in Pretoria (Südafrika)

2003:
- Deutscher Vizemeister der U19 im Mixed (mit Therese Nawrath)
- 3. Platz U19 Herreneinzel
- Deutscher Mannschaftsmeister der U19 mit der SG EBT Berlin
- Mannschaftseuropameister U19 mit Deutschland

2005:
- Norddeutscher Meister O19 Herrendoppel (mit Fabian Zilm) und Mixed (mit Monja Bölter)

2010:
- Norddeutscher Meister O19 Herrendoppel (mit Robert Franke)
- Norddeutscher Meister O19 Herreneinzel

2011:
- Norddeutscher Vizemeister O19 Herreneinzel

2013:
- Norddeutscher Vizemeister O19 Herreneinzel

## Sonstige Erfolge
Landesmeister O19 Mecklenburg-Vorpommern
- Herreneinzel 2000, 2001
- Herrendoppel 2001 (mit André Wiechmann)

Landesmeister O19 Berlin-Brandenburg
- Herreneinzel 2004, 2006, 2007, 2013
- Herrendoppel 2004 (mit Fabian Zilm), 2009 (mit Robert Franke), 2010 (mit Jens Ehlert), 2012 (mit Bastian Zimmermann), 2013, 2014 (mit Marcel Stechert), 2017 (mit Saruul Shafiq)